# 금강 정찰기
금강 정찰기는 한국군이 운용하고 있는 정찰기이다. 정찰기 도입 사업을 통해 RC-800을 정찰용으로 도입하여 북한 지역을 정찰 및 영상정보를 수집하는 역할을 한다.

## 정보
군은 미군에 대한 의존에서 탈피해 독자적인 대북 정보 수집 능력을 갖추기 위해 1991년부터 정찰기 도입 사업인 금강·백두사업을 추진하여 2001년 금강, 백두 정찰기를 실전 배치했다. 금강 정찰기는 합성개구레이더가 장착되어 있어 주·야간 및 악천후와 같은 기상 영향을 받지 않고 정보를 수집한다.
금강 정찰기와 RF-16은 군사분계선 이남 상공 지역을 비행하며 북한의 남포시에서 함흥시까지 연결하는 지역까지 영상정보를 수집할 수 있다. 신호정보를 수집하는 백두 정찰기는 북한 전역에서 특정 주파수로 오가는 무선통신을 들을 수 있다. 수집된 영상정보는 전투기, 함정, 지상 부대에 실시간으로 전송하여 유사시 목표물을 즉각 타격하는데 이용된다.